# Arrecina Tértula
Arrecina Tértula (em latim: Arrecina Tertulla; m. c. c.62) foi uma patrícia romana do século I, de origem obscura e família equestre. Casou-se com o futuro imperador romano Tito (r. 79–81) em 62, mas morreu logo em seguida sem deixar filhos.

## História
O pai de Tértula era Marco Arrecino Clemente, um honrado prefeito pretoriano que serviu em 38, durante o reinado do imperador Calígula. É possível que sua mãe tenha sido uma "Júlia" e que ela tenha sido irmã de Marco Arrecino Clemente, que também serviu como prefeito pretoriano para Vespasiano em 70.
Seu cognome, Tértula ("Tertulla"), é um apelido carinhoso de "Tércia" ("Tertia"), que significa "terceira filha". Outra romana com o mesmo apelido foi Júnia Tércia, meia-irmã do político republicano Marco Júnio Bruto. É possível que ela fosse descendente de Vespasiano pelo lado paterno, cuja avó tinha também o cognome Tértula.
Muito pouco se sabe sobre sua família e sobre sua vida. Em 62, casou-se com o futuro imperador Tito, primogênito de Vespasiano. Este casamento pode ter sido arranjado entre os pais dos noivos não apenas para promover a carreira militar e política de Tito, mas também para prover algum alívio nos débitos incorridos por Vespasiano durante o período que foi procônsul. Porém, o casamento não durou muito tempo, pois Tértula morreu pouco depois, sem deixar filhos. Em 63, Tito casou-se novamente, desta vez com Márcia Furnila.